# Alfredo Ormando

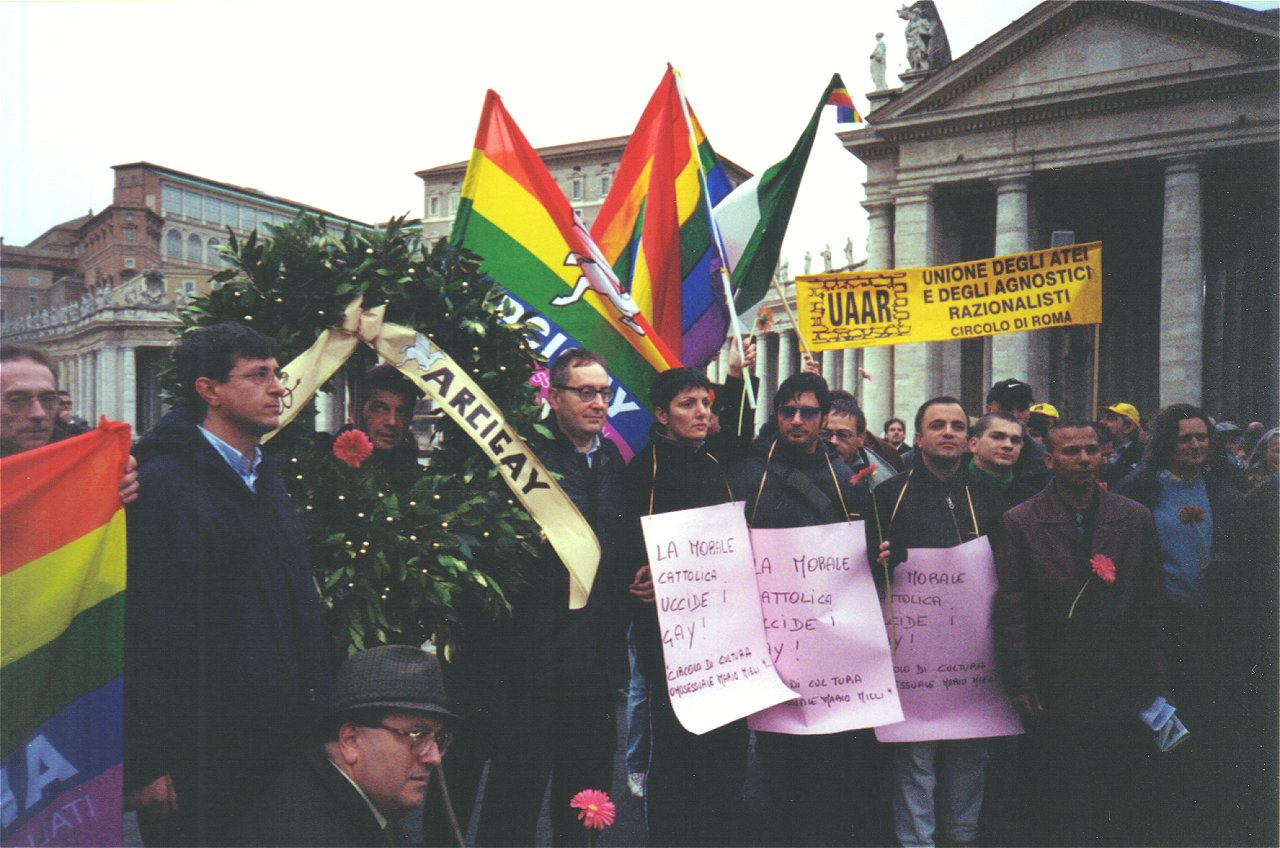
Commemorazione di Alfredo Ormando di fronte a Piazza San Pietro nel gennaio 2001; si riconoscono Franco Grillini e Imma Battaglia.

(Estratto da una lettera ad un amico)
Alfredo Ormando (San Cataldo, 15 dicembre 1958 – Roma, 22 gennaio 1998) è stato un poeta e scrittore italiano.

## Biografia
Nato in una famiglia di contadini illetterati, aveva sette fratelli e sorelle. La sua omosessualità non venne accettata né in famiglia, né dalla società in cui viveva, ragion per cui decise di trasferirsi in un seminario francescano, che abbandonò due anni più tardi, non avendovi trovato alcuna comprensione. Cominciò quindi una carriera di scrittore indipendente e riuscì ad ottenere il diploma di scuola media soltanto all'età di 35 anni.
Il 13 gennaio 1998 si diede fuoco a Roma in Piazza San Pietro per protestare contro l'atteggiamento della Chiesa Cattolica Romana nei confronti degli omosessuali.
Morì dopo 10 giorni di atroci sofferenze nell'ospedale romano Sant'Eugenio, dove era stato ricoverato in fin di vita dopo che due poliziotti avevano cercato di spegnere le fiamme che lo avvolgevano.
Il Vaticano cercò subito di nascondere il carattere di protesta del gesto, rilasciando un comunicato stampa nel quale affermava che Alfredo Ormando si era tolto la vita per problemi di famiglia, non quindi legati alla propria omosessualità. Tuttavia, in uno scritto che ha lasciato in terra prima di darsi fuoco, lo scrittore afferma chiaramente di volere la morte per sensibilizzare ai problemi della mancata accettazione dell'omosessualità da parte della Chiesa cattolica. Di ciò alcuni quotidiani danno notizia già il giorno successivo.
Ogni anno il 13 gennaio il suo gesto viene ricordato in quella stessa Piazza San Pietro da un gruppo di attivisti per i diritti degli omosessuali.
Nel 2013 il regista statunitense Andy Abrahams Wilson ha realizzato il mediometraggio documentario Alfredo's Fire, presentato in anteprima durante il Palermo Pride.

## Pubblicazioni
- Alfredo Ormando, Vagiti primaverili: poesie, Pietraperzia, Di Prima, 1986.
- Alfredo Ormando, Il monte incantato e altre fiabe, 1998.
- Alfredo Ormando, Il fratacchione, Palermo, Publisicula, 1995.
- Alfredo Ormando, L'escluso; Sotto il cielo di Urano; Epigrammi priaprei e non; Aforismi, 1998.

## Filmografia
- Alfredo's Fire (2013), diretto da Andy Abrahams Wilson[11]